# Gymnogongrus
Genre
Synonymes
- Oncotylus Kützing, 1843[2]
- Pachycarpus Kützing, 1843[2]

Gymnogongrus est un genre d’algues rouges de la famille des Phyllophoraceae.

## Liste d'espèces
Selon AlgaeBase (5 novembre 2017) :
- Gymnogongrus aequicrassus Børgesen
- Gymnogongrus antarcticus Skottsberg
- Gymnogongrus carnosus Setchell
- Gymnogongrus crenulatus (Turner) J.Agardh
- Gymnogongrus crustiformis E.Y.Dawson
- Gymnogongrus dilatatus (Turner) J.Agardh
- Gymnogongrus filiformis Kützing
- Gymnogongrus firmus J.E.Areschoug
- Gymnogongrus furcatus (J.D.Hooker & Harvey) Kützing
- Gymnogongrus furcellatus Kützing
- Gymnogongrus gregarius Baardseth
- Gymnogongrus griffithsiae (Turner) C.Martius (espèce type)
- Gymnogongrus guadalupensis E.Y.Dawson
- Gymnogongrus irregularis Zanardini
- Gymnogongrus johnstonii (Setchell & N.L.Gardner) E.Y.Dawson
- Gymnogongrus martinensis Setchell & N.L.Gardner
- Gymnogongrus melanothrix Grunow
- Gymnogongrus minutus W.R.Taylor
- Gymnogongrus nigricans P.J.L.Dangeard
- Gymnogongrus nodifer J.Agardh
- Gymnogongrus patens (Goodenough & Woodward) J.Agardh
- Gymnogongrus platyphyllus N.L.Gardner
- Gymnogongrus sinicola E.Y.Dawson
- Gymnogongrus tenuis J.Agardh
- Gymnogongrus tetrasporifer Papenfuss
- Gymnogongrus torreyi (C.Agardh) J.Agardh
- Gymnogongrus torulosus (J.D.Hooker & Harvey) F.Schmitz
- Gymnogongrus turquetii Hariot

Selon BioLib (5 novembre 2017) :
- Gymnogongrus chiton (Howe) Silva & De Cew
- Gymnogongrus crenulatus
- Gymnogongrus crustiforme
- Gymnogongrus devoniensis
- Gymnogongrus disciplinaris
- Gymnogongrus griffithsiae (D. Turner) Martius
- Gymnogongrus johnstoni
- Gymnogongrus leptophyllus
- Gymnogongrus linearis
- Gymnogongrus martinensis
- Gymnogongrus platyphyllus
- Gymnogongrus tenuis (J. Agardh) J. Agardh
- Gymnogongrus vermicularis

Selon ITIS (5 novembre 2017) :
- Gymnogongrus chiton (Howe) Silva & De Cew
- Gymnogongrus crenulatus
- Gymnogongrus crustiforme
- Gymnogongrus devoniensis
- Gymnogongrus disciplinaris
- Gymnogongrus griffithsiae (D. Turner) Martius
- Gymnogongrus johnstoni
- Gymnogongrus leptophyllus
- Gymnogongrus linearis
- Gymnogongrus martinensis
- Gymnogongrus platyphyllus
- Gymnogongrus tenuis (J. Agardh) J. Agardh
- Gymnogongrus vermicularis

Selon NCBI (5 novembre 2017) :
- Gymnogongrus antarcticus
- Gymnogongrus caespitosus
- Gymnogongrus crenulatus
- Gymnogongrus dilatatus
- Gymnogongrus durvillei
- Gymnogongrus furcatus
- Gymnogongrus griffithsiae
- Gymnogongrus guadalupensis
- Gymnogongrus johnstonii
- Gymnogongrus martinensis
- Gymnogongrus torulosus
- Gymnogongrus turquetii

Selon World Register of Marine Species (5 novembre 2017) :
- Gymnogongrus aequicrassus Børgesen, 1924
- Gymnogongrus antarcticus Skottsberg, 1953
- Gymnogongrus carnosus Setchell & 1924
- Gymnogongrus crenulatus (Turner) J.Agardh, 1851
- Gymnogongrus crustiforme E.Y.Dawson, 1961
- Gymnogongrus dilatatus (Turner) J.Agardh, 1851
- Gymnogongrus disciplinalis (Bory de Saint-Vincent) J.Agardh, 1851
- Gymnogongrus filiformis Kützing, 1869
- Gymnogongrus firmus J.E.Areschoug, 1854
- Gymnogongrus furcatus (J.D.Hooker & Harvey) Kützing, 1869
- Gymnogongrus gregarius Baardseth, 1941
- Gymnogongrus griffithsiae (Turner) Martius, 1833
- Gymnogongrus guadalupensis E.Y.Dawson, 1961
- Gymnogongrus irregularis Zanardini, 1874
- Gymnogongrus johnstonii (Setchell & N.L.Gardner) E.Y.Dawson, 1961
- Gymnogongrus martinensis Setchell & N.L.Gardner, 1937
- Gymnogongrus melanothrix Grunow
- Gymnogongrus minutus W.R.Taylor, 1971
- Gymnogongrus nigricans P.J.L.Dangeard, 1952
- Gymnogongrus nodifer J.Agardh, 1879
- Gymnogongrus patens (Goodenough & Woodward) J.Agardh, 1851
- Gymnogongrus platyphyllus N.L.Gardner, 1927
- Gymnogongrus sinicola E.Y.Dawson, 1944
- Gymnogongrus tenuis J.Agardh, 1849
- Gymnogongrus tetrasporifer Papenfuss, 1990
- Gymnogongrus torreyi (C.Agardh) J.Agardh, 1851
- Gymnogongrus torulosus (J.D.Hooker & Harvey) F.Schmitz, 1897
- Gymnogongrus turquetii Hariot, 1907